# Wang Huifeng
Wang Huifeng (王会凤S, Wáng HuìfèngP; 24 gennaio 1968) è un'ex schermitrice cinese, specialista del fioretto, vincitrice di una medaglia d'argento ai Giochi olimpici.